# Alexandre Sébastien Gérard
Alexandre Sébastien Gérard (1779-1853) est un ingénieur, industriel et naturaliste français, président de Saint-Gobain de 1850 à 1852.
Beau-frère de Casimir Leconte, il est le père d'Alexandre Léon Sébastien Gérard et d'Alexandre Gérard (1819-1899).

## Carrière
Élève à l’école polytechnique (1798) puis à l’école des ponts et chaussées, il travaille sur le projet du pont d’Austerlitz et sort ingénieur. Attaché au département de la Seine, il prend notamment part aux travaux du quai du Louvre et de l'égout fromentaux, ainsi que sur à un projet de navigation du Loir, entre Bonneval et Château-du-Loir.
Attaché en tant qu'ingénieur à la manufacture royale des glaces de Saint-Gobain, Alexandre Gérard en devient actionnaire, avant d'entrer au conseil d’administration, dont il prend la présidence en 1850.
Il est sollicité, à titre privé, par l’Impératrice Joséphine lorsqu’elle souhaite remanier le parc de la Malmaison. Les nombreux orangers que lui offre l’impératrice en remerciements nécessiteront la construction d'une orangerie dans l’arboretum de la Fosse.
Il acquiert le château de Lamorlaye en 1838.